# NGC 140
NGC 140 је спирална галаксија у сазвежђу Андромеда која се налази на NGC листи објеката дубоког неба.
Деклинација објекта је + 30° 47' 31" а ректасцензија 0h 31m 20,4s. Привидна величина (магнитуда) објекта NGC 140 износи 13,3 а фотографска магнитуда 14,0. NGC 140 је још познат и под ознакама UGC 311, MCG 5-2-21, CGCG 500-38, IRAS 00287+3031, PGC 1916.